# Chi Chà là
Chi Chà là (danh pháp khoa học: Phoenix) là một chi của khoảng 15-20 loài thực vật thuộc họ Cau (Arecaceae), có nguồn gốc trong khu vực từ quần đảo Canary kéo dài về phía đông tới miền bắc và miền trung châu Phi, đông nam châu Âu (Crete) và miền nam châu Á (từ Thổ Nhĩ Kỳ về phía đông tới miền nam Trung Quốc và Malaysia).
Thân cây đơn hoặc có chồi rễ mút và phát triển thành bụi, có chiều cao dao động từ 1–30 m. Lá hình lông chim dài từ 1–6 m. Các loài trong chi này có hoa đực và hoa cái trên các cây khác nhau và chúng thụ phấn nhờ gió. Hoa không dễ thấy có màu nâu ánh vàng và rộng khoảng 1 cm, nhưng chúng được nhóm lại thành cành hoa lớn có nhiều nhánh dễ thấy dài khoảng 30–90 cm. Quả là loại quả hạch, dài 1–7 cm, có màu vàng hay nâu đỏ hoặc tía sẫm khi chín, bên trong có một hạt.

## Các loài
- Phoenix acaulis
- Phoenix andamanensis
- Phoenix atlantica
- Phoenix caespitosa
- Phoenix canariensis - Chà là Canary
- Phoenix dactylifera - Chà là thông thường
- Phoenix loureiroi - Chà là nam
  - Phoenix loureiroi humilis (đồng nghĩa: Phoenix humilis, Phoenix humilis robusta, Phoenix ouseleyana, Phoenix robusta) - Chà là nhỏ
  - Phoenix loureiroi loureiroi (đồng nghĩa: Phoenix hanceana) - Chà là nam
  - Phoenix loureiroi pedunculata
- Phoenix paludosa - Chà là biển
- Phoenix pusilla (đồng nghĩa: Phoenix farinifera, Phoenix zeylanica) - Chà là Ceylon
- Phoenix reclinata (đồng nghĩa: Phoenix abyssinica, Phoenix leonensis, Phoenix pumila, Phoenix spinosa) - Chà là Senegal, chà là châu Phi
- Phoenix roebelinii (đồng nghĩa: Phoenix loureirii) - Chà là lùn, chà là nam
- Phoenix rupicola - Chà là Cliff, chà là Ấn Độ, chà là dại
- Phoenix sylvestris - Chà là Ấn Độ, chà là đường
- Phoenix theophrastii - Chà là Crete

Quả của P. dactylifera, cây chà là có giá trị thương mại, là loại quả to với lớp cùi thịt dày, ăn được, chứa nhiều đường và rất ngọt; các loài khác chỉ có lớp cùi thịt mỏng.
Trong khi P. dactylifera được trồng để lấy quả thì P. canariensis (chà là Canary) lại được trồng rộng rãi để làm cây cảnh. Loài này khác với loài trên ở chỗ nó có thân cây mập hơn, nhiều lá hơn, các lá chét cũng gần nhau hơn và có màu xanh lục thẫm chứ không phải màu xanh lục xám. Quả của P. canariensis cũng ăn được, nhưng ít được ăn do cùi thịt mỏng và quả nhỏ.
Các loài khác trong chi này thông thường hay bị lai tạp khi chúng mọc gần nhau. Điều này có thể là vấn đề khi trồng P. canariensis như là một loại cây cảnh, do chà là lai tạp thường là kém hơn về mặt thẩm mỹ.

## Loài gây hại
Các loài cây chi Chà là luôn là đối tượng dễ bị tấn công xâm hại bởi các loài côn trùng chi Mọt cọ Rhynchophorus. hoặc bị ấu trùng của một số loài côn trùng thuộc bộ Cánh vẩy phá hoại, chẳng hạn Paysandisia archon.